# Initiative GG 5.3 Weltoffenheit
Die Initiative GG 5.3 Weltoffenheit ist eine 2020 gestartete Initiative zahlreicher öffentlicher Kultur- und Wissenschaftsinstitutionen in Deutschland, die sich für die Freiheit der Kunst und Wissenschaft, der Forschung und Lehre ausspricht (Art. 5.3 Grundgesetz) und zur Möglichkeit des politischen Missbrauchs des Antisemitismusvorwurfs im BDS-Beschluss des Deutschen Bundestages zur antiisraelischen Bewegung Boycott, Divestment and Sanctions aus dem Jahr 2019 Stellung nimmt. Der Initiative wurde selbst Antisemitismus vorgeworfen. Nach dem Terrorangriff der Hamas auf Israel 2023 zogen zwei Unterzeichner ihre Unterschrift zurück.

## Initiative GG 5.3 Weltoffenheit
Im Dezember 2020 veröffentlichten die Leiter zahlreicher staatlich finanzierter Kultur- und Wissenschaftseinrichtungen die „Initiative GG 5.3 Weltoffenheit“. In dem zweisprachig auf Deutsch und Englisch verfassten Aufruf betonen die Unterzeichner, dass sie den Boykott Israels durch BDS ablehnen: „Da wir den kulturellen und wissenschaftlichen Austausch für grundlegend halten, lehnen wir den Boykott Israels durch den BDS ab.“
Zugleich warnen sie vor einer Einschränkung der grundgesetzlich geschützten Kunst- und Wissenschaftsfreiheit (Art. 5 Absatz 3 GG): „Es ist unproduktiv und für eine demokratische Öffentlichkeit abträglich, wenn wichtige lokale und internationale Stimmen aus dem kritischen Dialog ausgegerenzt werden sollen (...). Die historische Verantwortung Deutschlands darf nicht dazu führen, andere historische Erfahrungen von Gewalt und Unterdrückung moralisch oder politisch pauschal zu delegitimieren. (...) [Wir halten] die Logik des Boykotts, die die BDS-Resolution ausgelöst hat, für gefährlich. Unter Berufung auf diese Resolution werden durch missbräuchliche Verwendung des Antisemitismusvorwurfs wichtige Stimmen beiseitegedrängt und kritische Positionen verzerrt dargestellt. [...] Wir verteidigen die weltoffene Gesellschaft, die für die Gleichwertigkeit aller Menschen mit den Mitteln des Rechtsstaates und öffentlichen Diskurses streitet sowie Dissens und vielschichtige Solidaritäten zulässt.“

## Hintergrund
Im Mai 2019 verabschiedete der Bundestag eine Resolution, die die israelfeindliche Boykottbewegung Boycott, Divestment and Sanctions (BDS) als antisemitisch motiviert verurteilt und ihre finanzielle Förderung durch Bundesmittel verbietet. Der Antrag wurde mit den Stimmen von CDU/CSU, SPD, FDP und großen Teilen der Grünen angenommen. Ein Entwurf der AfD, der zusätzlich das Verbot der BDS-Bewegung forderte, wurde von den übrigen Parteien abgelehnt. Ebenso wenig fand ein Antrag der Linken Zustimmung, der sich auf eine Verurteilung des „Antisemitismus in BDS-Aufrufen“ beschränkte. Alle Fraktionen kritisierten, dass aus den Reihen der BDS-Bewegung das Existenzrecht Israels infrage gestellt wird.

## Debatte
Hanno Loewy, einer der Unterzeichner und Direktor des jüdischen Museums Hohenems, äußerte im Deutschlandfunk am 13. Dezember 2020 unter der Überschrift „Es entsteht ein Klima des Generalverdachts“ zum BDS-Beschluss des Deutschen Bundestags: „Durch überzogene Antisemitismus-Vorwürfe sei die Meinungsfreiheit in Deutschland gefährdet. Ein Klima breite sich aus, das kritische Positionen ins Abseits stelle.“
Susan Neiman, Direktorin des Einstein-Forums und eine der Initiatoren der Initiative, plädierte für ein breiteres Spektrum an Meinungen als nach ihrer Beobachtung üblich: „Deutsche Israel-Diskussionen sollen endlich die Vielfalt jüdischer Diskussionen und Kritik reflektieren, nicht nur die Meinungen konservativer deutsch-jüdischer Organisationen.“
Zustimmend berichteten auch andere Medien. Die SZ schrieb, die offenbar stets auf Weisungen von oben wartenden Institutionen stünden auch vor einem praktischen Problem, nicht zu wissen, wer eingeladen werden dürfe und wer nicht. Sollten die Häuser bei jedem recherchieren, was er irgendwann unterschrieben hat?, fragte sich die Mitunterzeichnerin Amelie Deuflhard von Kampnagel in dem SZ-Artikel.
Verschiedene Pressekommentatoren warfen den Initiatoren andererseits vor, ihr Plädoyer ignoriere, dass die BDS das Existenzrecht Israels verneine. Man solle „Namen, Themen und Zensurverantwortliche“ nennen; auch der in dem Aufruf genannte Achille Mbembe habe ja „weiterhin kein Auftrittsverbot in Deutschland“. Noch schärfer urteilte Alan Posener, der mit Passagen des Textes und seinem Kontext seine Forderung begründete, es gelte, „Buchstaben und Geist des Grundgesetzes gegen jene zu verteidigen, die es im Mund führen, um es zu verraten.“
Eine Reihe jüdischer Interessenvertreter kritisierten ebenfalls die Initiative. Laut Remko Leemhuis, Direktor des American Jewish Committee in Berlin, sei es „schlicht grotesk“, dass die Funktionäre es als „Bedrohung ihrer Arbeit“ ansehen würden, dass BDS nicht mit Steuermitteln gefördert werden dürfe. Der Zentralrat der Juden in Deutschland verurteilte die Initiative, da diese suggeriere, dass in Deutschland ein kritischer Dialog unterdrückt würde. Samuel Salzborn, Antisemitismusbeauftragter des Landes Berlin, zeigte sich von der Initiative „irritiert und verstört“ und sieht sie als Versuch, die Diskussion über antisemitische Positionen abzuwürgen.
Die seinerzeitige Kulturstaatsministerin Monika Grütters unterstrich, dass aus Sicht der Bundesregierung auch für kontroverse Themen „bestimmte Regeln“ gelten müssten. Dazu zähle in diesem Fall „die unmissverständliche Anerkennung des Existenzrechts des Staates Israel“. Grütters war Dienstherrin der Kulturstiftung des Bundes, die aus dem Kulturetat des Bundes finanziert wird und deren Leiterin Hortensia Völckers an der Resolution mitgewirkt hatte. Auch die übrigen Institutionen, die die Initiative mitgezeichnet haben, haben öffentlichen Charakter und beziehen öffentliche Mittel zur Finanzierung ihrer Tätigkeiten.
Trotz des Aufrufs bekräftigte die Bundesregierung, ihre ablehnende Haltung zur BDS-Bewegung beizubehalten. „Ständige Boykottaufrufe sind ignorant und diffamierend“, sagte die seinerzeitige stellvertretende Regierungssprecherin Martina Fietz am 11. Dezember 2020 in Berlin. Ein Sprecher des Auswärtigen Amts sagte, man habe jegliche Zusammenarbeit mit der BDS-Bewegung bereits vor der Resolution ausgeschlossen und keine Projekte gefördert, die der Unterstützung der Bewegung dienten.

## Antisemitismusvorwürfe
Das Simon Wiesenthal Zentrum (siehe dort) führt die Initiative auf seiner Liste der zehn weltweit schlimmsten antisemitischen Vorfälle im Jahre 2020 auf Platz sieben.
Nach dem Terrorangriff der Hamas auf Israel 2023 zogen Barbara Mundel und Michael Grosse auf Anfrage des Blogs Ruhrbarone ihre Unterschriften im Oktober 2023 zurück. Mundel gab an, sie verstehe das Plädoyer GG 5.3 als Teil einer Entwicklung, die israelbezogenen Antisemitismus normalisiert habe. Alle anderen Unterzeichner blieben bei ihrer Unterschrift.

## Beteiligte Institutionen
Dem Arbeitskreis der Initiative gehören folgende, durch ihre Leiter vertretene öffentliche Einrichtungen an.

### Initiatoren
| Institution                                               | Initiator                   | Leitungsfunktion         |
| --------------------------------------------------------- | --------------------------- | ------------------------ |
| Berliner Festspiele                                       | Thomas Oberender            | Intendant                |
| Berliner Künstlerprogramm des DAAD                        | Silvia Fehrmann             | Leiterin                 |
| Deutsches Theater Berlin                                  | Ulrich Khuon                | Intendant                |
| Einstein Forum                                            | Susan Neiman                | Direktorin               |
| Europäisches Zentrum der Künste Hellerau                  | Carena Schlewitt            | Intendantin              |
| Forum Freies Theater                                      | Kathrin Tiedemann           | Künstlerische Leiterin   |
| Goethe-Institut                                           | Johannes Ebert              | Generalsekretär          |
| Haus der Kulturen der Welt                                | Bernd M. Scherer            | Intendant                |
| Hebbel am Ufer                                            | Annemie Vanackere           | Intendantin              |
| Jüdisches Museum Hohenems                                 | Hanno Loewy                 | Direktor                 |
| Kampnagel                                                 | Amelie Deuflhard            | Intendantin              |
| Künstlerhaus Mousonturm                                   | Matthias Pees               | Intendant                |
| Kulturstiftung des Bundes                                 | Hortensia Völckers          | Künstlerische Direktorin |
| Moses Mendelssohn Zentrum für europäisch-jüdische Studien | Miriam Rürup                | Direktorin               |
| Museum am Rothenbaum                                      | Barbara Plankensteiner      | Direktorin               |
| PACT Zollverein                                           | Stefan Hilterhaus           | Intendant                |
| Stiftung Humboldt Forum im Berliner Schloss               | Hartmut Dorgerloh           | Generalintendant         |
| Tanzhaus NRW                                              | Bettina Masuch              | Intendantin              |
| Wissenschaftskolleg zu Berlin                             | Barbara Stollberg-Rilinger  | Rektorin                 |
| Zentrum für Antisemitismusforschung der TU Berlin         | Stefanie Schüler-Springorum | Leiterin                 |

### Unterzeichner
Zu den weiteren Unterzeichnern gehören nachstehende, durch ihre Leitung repräsentierte öffentliche Institutionen.
| Institution                                        | Unterzeichner                    | Leitungsfunktion      |
| -------------------------------------------------- | -------------------------------- | --------------------- |
| Deutscher Bühnenverein                             | Carsten Brosda                   | Präsident             |
| DOK Leipzig                                        | Christoph Terhechte              | Künstlerischer Leiter |
| Düsseldorfer Schauspielhaus                        | Wilfried Schulz                  | Generalintendant      |
| Forum Transregionale Studien                       | Andreas Eckert                   | Vorstandsvorsitzender |
| Münchner Kammerspiele                              | Barbara Mundel (zurückgezogen)   | Intendantin           |
| Nationaltheater Mannheim                           | Christian Holtzhauer             | Schauspielintendant   |
| Schauspiel Köln                                    | Stefan Bachmann                  | Intendant             |
| Staatsschauspiel Dresden                           | Joachim Klement                  | Intendant             |
| Theater Krefeld und Mönchengladbach                | Michael Grosse (zurückgezogen)   | Generalintendant      |
| Thalia Theater                                     | Joachim Lux                      | Intendant             |
| Völkerkundemuseen in Leipzig, Dresden und Herrnhut | Léontine Meijer-van Mensch       | Leiterin              |
| Württembergischer Kunstverein                      | Hans D. Christ und Iris Dressler | Direktoren            |

### Weitere Unterstützer
Die Initiative wird vom SPD-Politiker Thomas Krüger, Leiter der Bundeszentrale für politische Bildung, unterstützt. Krüger warnte bei der Vorstellung in Berlin vor einer „Gesinnungsprüfung“, der Mitarbeiter seiner Behörde „in Reaktion“ auf die Bundestagsresolution bei der Prüfung von Förderungsanträgen ausgesetzt seien. Die Bundeszentrale untersteht als Bundesbehörde dem Innenministerium und wird zur Gänze aus dem Bundeshaushalt finanziert.